# شهریار داستان
شهریار داستان (انگلیسی: Shahryar Dastan؛ زاده ۱۸ مارس ۱۹۷۶) یک بازیکن فوتبال اهل ایران است.